# Pastýřská křížová výprava (1251)
Pastýřská křížová výprava v roce 1251 (francouzsky Croisade des pastoureaux) byla spontánní akce severofrancouzského lidového hnutí na podporu francouzského krále Ludvíka IX., který padl do muslimského zajetí při (sedmé) křížové výpravě. Hnutí vedené mnichem uherského původu, známým jako „pán z Uher“ (Le Maître de Hongrie), mělo čítat až na 60 000 stoupenců z nižších vrstev, zejména mladých sedláků, žen i dětí z oblastí Pikardie, Flander, Brabantska a Henegavska, říkajících si „pastýři“ (francouzsky pastoureaux), byli odhodláni putovat jako křížová výprava až do Svaté země, aby vysvobodili krále Ludvíka. Velký dav pastýřů vedený takzvaným „pánem z Uher“ doputoval v květnu toho roku do Paříže, kde mu byl z obav o bezpečí tamní univerzity, omezen pohyb po městě. Zde jim bylo také sděleno, že se s jejich dobrodružnými křižáckými plány na záchranu krále nepočítá. Následkem toho u nich vzplanul hněv proti církvi a šlechtě, snad z pocitu zklamání a zrady, a také proti Židům.

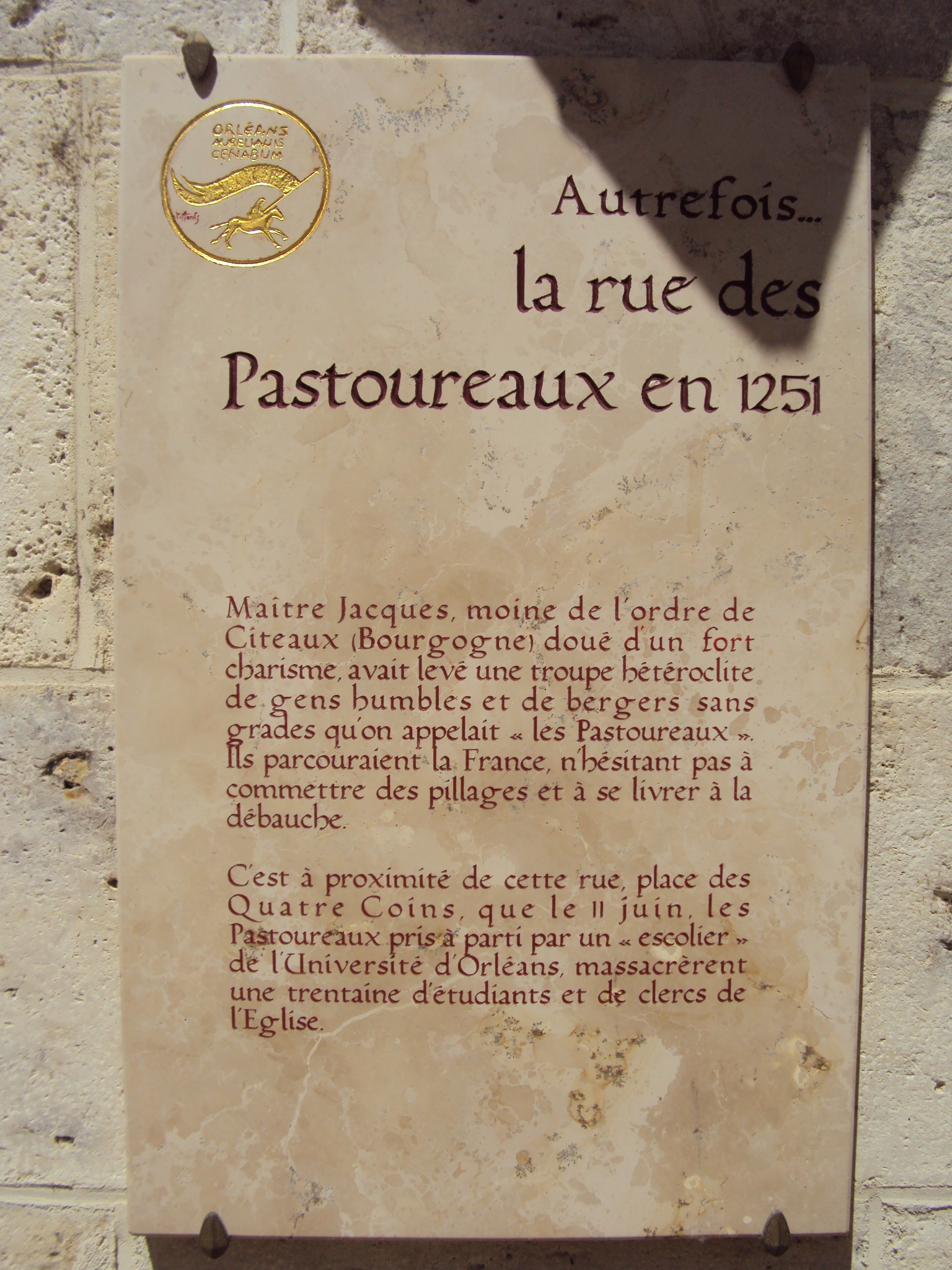
Pamětní deska ve francouzském Orléansu připomínající pastýřskou křížovou výpravu.

Po odchodu z města se rozdělili na dva proudy. Jedni zamířili do Rouenu, kde vyhnali arcibiskupa a několik kněží vhodili do řeky Seiny, následně se jejich dalším terčem staly kláštery v Tours. Další skupina vedená samozvaným pánem z Uher došla 11. června do Orleánsu, kde napadla místního biskupa a další duchovní. V Amiens a po něm v Bourges se pastýřská agrese obrátila i proti Židům. V posledním jmenovaném také při jedné z potyček nalezl smrt sám vůdce výpravy. Od té doby křižácké tažení pastýřů sláblo. Mnozí z nich odešli až do Akvitánie nebo Anglie, ale tam jim bylo zapovězeno kázat. Někteří složili skutečný slib přijetí kříže a možná se i skutečně vydali na křížovou výpravu.
Výprava křižáckých pastýřů byla nakonec spíše povstáním proti francouzské církvi a šlechtě, o nichž se obecně věřilo, že opustily svého krále. Pastýři samozřejmě nic nevěděli o osudu Ludvíka IX., ani o opatřeních na jeho záchranou.